# Trollkarlen från Indialand
Trollkarlen från Indialand eller Trollkarlen i Indialand var ursprungligen en dikt skriven av Lennart Hellsing, publicerad 1945 i Katten blåser i silverhorn. Den tonsattes av Hans Åke Gäfvert.
Texten utspelar sig i Asien och handlar om en trollkarl på den Indiska subkontinenten. Bland annat förvandlar han ett berg till en fettisdagsbulle och flodvatten till kaffe och te. Slutligen förvandlar han sig till ett glas saft, efter att ha slagit vad med Kinas kejsare, men blir till slut törstig och dricker upp sig själv. Visan avslutas med att han ångrat det beslutet i 700 år. Lennart Hellsing hade själv visat intresse för österländsk kultur.

## Inspelningar
En tidig inspelning gjordes av Margareta Kjellberg i Stockholm den 8 november 1951 under titeln Trollkarlen, och utkom på 78-varvsskiva i december samma år.